# Falcon HTV2

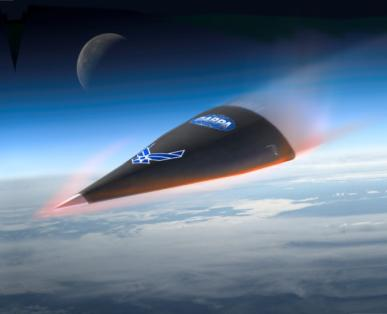
大気圏に再突入するHTV-2のイラスト

Falcon HTV2とはアメリカ空軍と国防高等研究計画局（DARPA）が実験開発中の極超音速滑空体である。
開発はロッキード・マーティン社が担当。

## 概要
Falcon HTV2（ファルコンHTV2）は国防高等研究計画局（DARPA）の事業であるFalcon（Force Application and Launch from Continental United States）計画の一部として研究されている。地球上のいかなる地点でも一時間以内の攻撃を可能とするPGS（Prompt Global Strike）構想の一翼を担うもので、クラスター爆弾や運動エネルギー弾を極超音速で攻撃目標へ撃ち込むことを計画している。通常弾頭の兵器システムとして、核弾頭の大陸間弾道ミサイル（ICBM）に代わる次世代の抑止力と位置付けられている。極超音速飛翔中の飛行制御方法を含め現在はまだ技術研究段階であり、実用段階には至っていない。

## 飛行試験（ファルコン・プロジェクト）
NASA・ロッキードマーチン・サンディア国立研究所・空軍研究所等各研究機関の支援の下、飛翔体の耐熱性能や空力制御機能を検証すべく飛行試験が行われている。
- HTV-2a

2010年4月22日にヴァンデンバーグ空軍基地からミノタウロスIV Liteロケットによって打ち上げられたが、ブースターから切り離して9分後にロストした。後の調査により自動操縦コンピューターが飛行終了命令を発していたことが判明。このコンピュータは機体が危険な飛行状態に陥ると、自動制御で強制的に海へ墜落させる機能があった。また機体は激しいロール状態になっていたことが判明している。この9分間の間にマッハ22からマッハ17までの139秒間の空力データが取得できた。
- HTV-2b

2011年8月11日に時速約2万km・30分間にわたって太平洋の上空を飛行する予定で、同基地・同ロケットで再び試験飛行が行われたが、9分後の滑空中に通信が再び途絶えた。発表によると「ロケットから分離後、姿勢を制御できず太平洋に落下。今回は通信が途絶するまで9分以上のデータが得られており今後の開発に生かせる。」としている。機体は太平洋に墜落したと考えられるが、詳細は分かっていない。
- HTV-3X Blackswift

HTV-2の試験結果を元に開発される予定だった、実用に向けたマッハ6級の試作機。2008年に計画は中止されたが、後にコンセプトを受け継いだSR-72の開発が開始された。

## 関連する極超音速機の飛行試験
2011年11月17日に、ハワイから打上げられたロケットに搭載されたAdvanced Hypersonic Weapon (AHW)の極超音速滑空誘導飛行試験が成功した。目標はマーシャル諸島のクェゼリン環礁であった。AHWはHTV-2よりも飛行距離が短く、飛行速度もHTV-2のマッハ20に比べるとかなり遅いマッハ5であるが、HTV-2の2回の飛行試験の教訓が活かされたと発表された。AHWはConventional Prompt Global Strike (通常即応型地球規模攻撃兵器)計画の一部として開発されているもので、試験が順調に進めば、2017年にも配備が計画されている。ASWが配備されれば射程6,000kmを35分で飛行し、10m以下の精度で目標に到達する予定。
その他、極超音速機の飛行試験は、X-43とX-51で行われている。